# سيدة بلغاريا الأولى
سيدة بلغاريا الأولى (البلغارية: Първа дама на България) لقب تشريفي غير رسمي يُطبق على زوجة رئيس بلغاريا. رسميًا ، تتزامن ولايتها بصفتها السيدة الأولى مع فترة ولاية زوجها. غالبًا ما ترافق السيدة الأولى رئيس الدولة خلال زيارات الدولة والمناسبات الرسمية. تم استخدام لقب السيدة الأولى لأول مرة في بلغاريا في أوائل التسعينيات ، على غرار الولايات المتحدة.
السيدة الأولى الحالية هي ديسيسلافا راديفا ، زوجة الرئيس الخامس لبلغاريا ، رومين راديف. في الوقت الحاضر تعتبر خامس سيدة أولى في جمهورية بلغاريا.

## قائمة السيدات الأوائل
- ماريا جيليفا - (01 أغسطس 1990 - 22 يناير 1997)[5]
- أنتونينا ستويانوفا - (22 يناير 1997 - 22 يناير 2002)
- زوركا بارفانوفا - (22 يناير 2002 - 22 يناير 2012)
- يوليانا بليفنيليفا - (22 يناير 2012 - 22 يناير 2017)[6]
- ديسيسلافا راديفا - (22 يناير 2017 - حتى الآن)[7]